# ملعب آتاهوالبا الأولمبي
ملعب آتاهوالبا الأولمبي هو ملعب متعدد الاستخدام يقع في كيتو عاصمة الإكوادور. غالبا ما يتم استخدامه لمباريات كرة القدم. يسع الملعب لجلوس 40،984 متفرج. يعتبر الملعب الرسمي الذي يخوض فيه منتخب الإكوادور مبارياته الدولية. تم افتتاح الملعب في 25 نوفمبر 1951 ثم تمت توسعته في سنة 1977.